# Gentiobioza
Gentiobioza je disaharid koji se sastoji od dve D-glukoze spojene β(1->6) vezom. Ona je bela kristalina materija koja je rastvorna u vodi ili vrućem metanolu. Gentiobioza je sastavni deo krocina, hemijskog jedinjenja koje daje šafranu boju. Ona je produkt karamelizacije glukoze.